# Un dia a les curses
Un dia a les curses (títol original en anglès A Day at the Races) és la setena pel·lícula protagonitzada pels tres germans Marx, amb Margaret Dumont, Allan Jones i Maureen O'Sullivan. Va ser un gran èxit, igual que el seu film anterior, Una nit a l'òpera (A Night at the Opera), produïdes ambdues per la Metro Goldwin Mayer. Està doblada al català.

## Argument
Judy Standish (Maureen O'Sullivan), propietària d'un hospital, es troba en una mala situació financera, per la qual cosa es veu obligada a dependre dels diners de la milionària Mrs. Upjohn (Margaret Dumont) o cedir el negoci a J.D. Morgan (Douglass Dumbrille), un magnat avariciós. Però apareixen els germans Marx encapçalats per Groucho, un veterinari que es fa passar pel Dr. Hackenbush per ajudar a mantenir el lligam entre l'hospital i la milionària.
Entre les escenes que cal destacar hi ha l'anomenada "Tutsi Fruitsy Ice Cream", en la qual Tony (Chico Marx) guanya uns quants calés estafant Hackenbush. Li dona un consell sobre un cavall, però amb un codi que apareix en un llibre que Hackenbush ha de comprar-li per poder-lo desxifrar.

## Repartiment
- Groucho Marx: Dr. Hugo Z. Hackenbush
- Chico Marx: Tony
- Harpo Marx: Stuffy
- Allan Jones: Gil Stewart
- Maureen O'Sullivan: Judy Standish
- Margaret Dumont: Emily Upjohn
- Leonard Ceeley: Whitmore
- Douglass Dumbrille: J. D. Morgan
- Esther Muir: Flo
- Sig Ruman: Dr. Leopold X. Steinberg
- Robert Middlemas: xèrif
- Vivien Fay: ballarina
- Ivie Anderson: cantant
- El cor de la Crinolina: conjunt musical

## Nominacions
- La pel·lícula va estar nominada el 1938 a l'Oscar a la millor direcció de ball per Dave Gould, amb "All God's Children Got Rhythm"